# Macrolepiota mastoidea
Lépiote mammelonnée
Espèce
Macrolepiota mastoidea, la Lépiote mammelonnée, est une espèce de champignons de la famille des Agaricaceae (règne des Fungi).